# Megalopsallus froeschneri
Megalopsallus froeschneri är en insektsart som först beskrevs av Schuh 1986.  Megalopsallus froeschneri ingår i släktet Megalopsallus och familjen ängsskinnbaggar. Inga underarter finns listade i Catalogue of Life.